# Delta Force 2 – The Columbian Connection
Delta Force 2 – The Columbian Connection ist ein US-amerikanischer Actionfilm aus dem Jahr 1990 unter der Regie von Aaron Norris mit Chuck Norris in der Hauptrolle als Colonel Scott McCoy. Produziert wurde der Film von der Filmproduktionsgesellschaft Cannon Films für Paramount Channel.
Es handelt sich um die Fortsetzung des Films Delta Force aus dem Jahre 1986.

## Handlung
Die US-amerikanische Drogenfahndung DEA ist schon seit Jahren hinter Ramon Cota, einem mächtigen Drogenboss aus San Carlos her. Immer wieder scheitert seine Festnahme. Bei einem Versuch in Rio de Janeiro werden sogar Agenten der DEA getötet. Daher wird nun die Delta Force auf den Kokainhändler angesetzt. Dem Offizier Colonel Scott McCoy gelingt es in einer spektakulären Aktion über den Wolken Cota dingfest zu machen.
Durch eine Kautionszahlung in Millionenhöhe kommt Cota wieder frei und kann seine Geschäfte weiterführen. Aus Rache für die Festnahme und einen Schlag von McCoys Freund und Kameraden Major Chavez tötet Cota dessen schwangere Frau und deren 13 Jahre alten Bruder. Chavez versucht daraufhin auf eigene Faust ein Attentat auf Cota. Dabei wird er gemeinsam mit drei DEA-Agenten gefangen genommen und anschließend mittels Giftgas hingerichtet. Ein Video davon wird an die Amerikaner geschickt. Die DEA-Agenten bleiben als Druckmittel in Cotas Gewalt.
Wegen des Videos droht der Präsident der USA San Carlos die Entwicklungshilfe zu streichen, sollte nichts gegen Cota unternommen werden. Die Regierung von San Carlos gibt scheinbar nach und garantiert die Zerstörung der Drogenlabore. Außerdem erlaubt sie die Einreise einer unbewaffneten US-Aufklärungseinheit, die sich von der Zerstörung überzeugen soll. General Taylor beschließt allerdings eine Kommandoaktion zur Geiselbefreiung und die Festnahme Cotas durch Colonel McCoy. Zwei Tage vor Operationsstart wird McCoy im Dschungel abgesetzt, um sich bereits vorher zu Cotas Villa – die einer militärischen Festung gleicht – durchzuschlagen. Der Rest des Teams soll mit dem Angriff warten, bis McCoy die Geiseln befreit und die Abwehr sabotiert hat. Nach mühevollem Erklimmen einer Steilwand gelingt es McCoy, die Festung zu infiltrieren, die Gefangenen zu befreien und Cotas Leibwächter zu töten. Kurz darauf wird er allerdings festgenommen und in die Gaskammer gesteckt, die zuvor schon für die Exekution seines Freundes Chavez benutzt wurde.
Inzwischen hat sich herausgestellt, dass die Regierung von San Carlos nicht wie vereinbart die Drogenlabore zerstören ließ, sondern nur militärisch wertlose Ziele. Daraufhin macht sich die Delta Force zum Angriff bereit, indem man sich mit Maschinengewehren und Handgranaten bewaffnet, die man zuvor vor den Behörden im Hubschrauber versteckte. Auch der Hubschrauber selbst stellt sich als Kampfhubschrauber heraus, der über eine große Anzahl von Raketen und Munition verfügt.
Kurz bevor McCoy an dem Gas erstickt, beschießt die Delta Force das gesamte Areal, wodurch auch die Gaskammer getroffen wird. McCoy kann sich mit einem Sprung durch die beschädigte Glasscheibe befreien und mit Cota und dem befreiten DEA-Agenten Page in Cotas Wagen fliehen. In der Zwischenzeit zerstören die Leute der Delta Force etliches an Infrastruktur und töten eine Vielzahl der Arealbewacher, um McCoy die Flucht zu ermöglichen. Sie nehmen auch die beiden anderen DEA-Agenten auf, doch die Evakuierung von McCoy, Page und Cota misslingt.
Die Flucht führt die drei in ein Dorf im Dschungel; hier kann der Hubschrauber der Delta Force fast alle der restlichen Verfolger McCoys ausschalten und Page aufnehmen. Auch dem Mut einer Einheimischen, die dafür mit ihrem Leben bezahlt, verdankt es McCoy, dass er den im Kampfgetümmel geflüchteten Cota erneut stellen kann. Um den sich nähernden Kampfhubschraubern der Armee von San Carlos zu entkommen, befestigt McCoy sich und Cota an aus dem Hubschrauber der Delta Force herabhängenden Seilen. Der Heli nimmt Kurs Richtung Meer, wo bereits ein Flugzeugträger wartet. Cota droht McCoy, er werde wieder freikommen, den Kokainexport in die Vereinigten Staaten verdoppeln und ihn töten. Doch dann reißt sein Seil, das einer seiner überlebenden Leute bei einem Befreiungsversuch beschädigt hatte, und der Drogenbaron stürzt in die Tiefe.

## Kritik
„In gängigen Bahnen des plakativ oberflächlichen Actionkinos ablaufendes Söldner-Abenteuer; eine Aneinanderreihung von Genre-Klischees mit amateurhaften Darstellern und einem spannungslosen Dauerfeuerwerk.“

Cinema merkte an, „hier wird der Antidrogen-Kampf als ‚Rambo‘-Aktion verherrlicht. Dass Verflechtungen mit der Politik geschildert werden, lässt ihn kaum tiefgründiger erscheinen.“ Der Film sei ein „plattes, aber immerhin rasantes Spektakel“.
Bei actionfreunde.de hieß es: „‚Delta Force 2‘ ist reaktionär und nicht sonderlich intelligent, aber dafür bekommt der Genrefan hier geradlinige Action …“. Der Regisseur ziehe „den überraschungsarmen Plot spannend wie geradlinig durch und zeig[e], dass er sich aufs Inszenieren versteh[e]“.
Das Fazit der Online-Filmdatenbank lautete: „Fraglos richtet sich ‚Delta Force 2: The Colombian Connection‘ an die Actionpuristen, die sich auch gern mal politisch unkorrekten und durchschnittlich budgetierten Filmen anfreunden können. Der Film ist saumäßig blöd, hat einen Plot zum Haare raufen, ist aber top inszeniert. Die Darsteller sind nicht erlesen, gehen in ihre Rollen aber voll auf. Für den Rest sorgen dann Schießereien, Martial-Arts, imposante Explosionen und ein hier mal wirklich enorm cooler Chuck Norris. Schade, dass die Zeit Cannons danach vorbei war. Der wohl letzte wirklich gute Chuck Norris-Film...“
Auch CineXtreme stellte auf die Action ab und war der Ansicht, dass man „selten einen finstereren Fiesling als Billy Drago als Drogenboss Ramon Cota gesehen“ habe. „Das Tempo leg[e] im Vergleich zum Vorgänger nochmal kräftig zu und die gezeigte Gewalt [sei] einige Grade härter.“ Weiter hieß es, der Streifen punkte „mit dem extrem coolen General Tayler, gespielt von John P. Ryan, der immer, aber auch immer einen lockeren Spruch auf den Lippen [habe] und den Beobachter aus San Carlos regelmäßig verarsch[e] und zum Kleinkind degradier[e]“.

## Fortsetzung
Im folgenden Jahr entstand ein dritter Teil der Delta-Force-Trilogie, Delta Force 3 – The Killing Game, der jedoch ohne Chuck Norris gedreht wurde. Er erhielt bei seinem Erscheinen schlechte Kritiken.

## Fassungen und DVD
Delta Force 2 – The Columbian Connection, erschien in Deutschland in zwei Fassungen: Einer ungekürzten FSK-18-Freigabe und einer um 5:10 Minuten gekürzten FSK-16-Version, die im Fernsehen ausgestrahlt wird.
Der Film wurde von MGM ungeschnitten auf DVD herausgegeben.

## Hintergrund
- Die erste Festnahme Cotas findet in einem Flugzeug der fiktiven American Travelways Airlines (ATW) statt. Derselben Fluggesellschaft gehört das Flugzeug, welches in Delta Force 1 entführt wird.
- Der Film ist unter vier Titeln bekannt: Delta Force 2: Operation Stranglehold, Delta Force 2 – The Columbia Connection, Delta Force 2: The Columbian Connection und Delta Force 2: The Colombian Connection
- Trotz des Titels wird das Land, in dem Cota lebt, nicht Kolumbien, sondern San Carlos genannt. Allerdings stimmt die Flagge San Carlos’ mit der Kolumbiens überein.
- Dem Film ging eine längere Entwicklungszeit voraus. In einer früheren Entwicklungsphase war ein Film mit dem Titel Delta Force 2: Spitfire geplant, bei dem Michael Dudikoff und Steve James die Hauptrollen übernehmen sollten. Dem folgte die Idee, mit Delta Force 2: America's Red Army die Kooperation zwischen US-amerikanischen und russischen Spezialkräften zu inszenieren. Beide Projekte wurde nicht realisiert.[7]
- Fünf Crewmitglieder starben am 16. Mai 1989 während der Dreharbeiten auf den Philippinen durch einen Helikopterabsturz,[8] weshalb der Film auch ihnen gewidmet ist.
- Die Dreharbeiten dauerten – mit einer sechswöchigen Unterbrechung auf Grund des Unfalls – von März bis September 1989. In die Kinos kam der Film erst im August 1990, nachdem er zuvor im Mai 1990 bei den Internationalen Filmfestspielen von Cannes gezeigt worden war. Innerhalb von zwei Wochen nahm er rund 7 Millionen Dollar an den US-amerikanischen Kinokassen ein und erwies sich damit als wirtschaftlicher Misserfolg.[9]
- Nach Braddock – Missing in Action 3 aus dem Jahr 1988 ist dies der zweite Film, bei dem Aaron Norris eine Produktion mit seinem Bruder Chuck in der Hauptrolle inszenierte.[10]  Weitere Filme folgten.
- Die 1991 erfolgte Indizierung des Films wurde im Februar 2016 aufgehoben.[11]